# Гардики (дем Пили)
Гардики (на гръцки: Γαρδίκι) е село в дем Пили, Тесалия. Намира се на източния склон на планината Дзумерка в Гърция.
На мястото на селото се е намирал античният град Пелинеум (Pellinaeum) или Пелина (Pelinna). Античният град оцелява до късната античност, след което се появява славянобългарско име на мястото през XI век. По-късно византийско селище е издигнато върху руините на древната цитадела и с възстановяването на по-късните средновековни укрепления. На мястото е издигната трикорабна базилика, посветена на Света Петка - от XIV век. Според местни предания, днешните му жители са преселници на мястото от 1592 г. - от селата Лясово и Керасово.
Средновековният град е епископски център от XI век в митрополията на Лариса. Гардики влиза в Гърция заедно с Тесалия и Арта по силата на Цариградския договор в 1881 година, като през 1899 година селото е вече в диоцеза на митрополията на Фтиотида.